# Thallarcha aurantiaca
Thallarcha aurantiaca là một loài bướm đêm thuộc phân họ Arctiinae, họ Erebidae.